# Armylaena jeanelli
Armylaena jeanelli là một loài bọ cánh cứng trong họ Cerambycidae.